# Ducato di Bivona
(Antonino Marrone, Bivona città feudale, 1987)
Il Ducato di Bivona (in latino Ducatus Bisbonae, in spagnolo Ducado de Bivona) fu un'entità feudale esistita in Sicilia tra la seconda metà del XVI secolo e l'inizio del XIX secolo, che corrispondeva all'odierno comune di Bivona, in provincia di Agrigento.
Fu istituito da Carlo V nel 1554, quando elevò la baronia di Bivona a ducato (la massima dignità feudale del tempo), il primo in Sicilia, con la concessione del titolo di duca a Pietro de Luna.

## Storia
Il casale di Bivona, situato nel Val di Mazara e di probabile origine bizantina, viene per la prima volta menzionato da un diploma del re Guglielmo II di Sicilia risalente al 1172, in cui risulta essere sotto la giurisdizione della Diocesi di Girgenti. Bivona rimase sotto il dominio ecclesiastico fino all'epoca aragonese: nel 1285, Giacomo II di Aragona, incoronato Re di Sicilia, creò nel giorno della sua incoronazione quattrocento militi, ovvero signori feudali, tra cui Federico del Campo, cavaliere di nobile famiglia oriunda di Piacenza, che nel 1286 ricevette le terre di Bivona e Caltabellotta. Ambedue i feudi passarono successivamente a Federico di Antiochia, figlio di Corrado.
Nel XIV secolo, signore di Bivona risulta essere Simone Moncada Alagona, figlio di Guglielmo Raimondo, signore di Agosta, che con tutta probabilità acquisì il possesso del feudo per aver sposato la figlia di Ugone Talach. Padre di Elisenda, costei sposò Enrico Chiaramonte Palizzi dei Conti di Modica, da cui ebbe un figlio, Giovanni, attestato come signore di Bivona nel 1363. Nel suo testamento del 1374, Giovanni Chiaramonte Moncada lasciò erede universale dei suoi beni feudali (fra cui Bivona) il cugino Manfredi Chiaramonte, conte di Modica, e usufruttuaria dei proventi della baronia di Bivona la madre Elisenda. Il 28 febbraio 1380, Elisenda donò a Manfredi Chiaromonte i beni feudali e allodiali ad essa legati come dote e dotario dal marito Enrico e dal figlio Giovanni, e in cambio il Conte di Modica garantì ad essa la regolare riscossione dei redditi e proventi della terra di Bivona. I Chiaramonte persero Bivona con Andrea, che, giustiziato nel 1392 perché ribelle al re Martino I di Sicilia, ebbe tutti i suoi beni confiscati: Bivona passò a Pietro Moncada Abbate, che aveva rivendicato in quanto parente di Simone.
Nel 1396, Bivona fu occupata da Nicola Peralta d'Aragona, conte di Caltabellotta, che la rivendicava in cambio delle doti non riscosse per la moglie Elisabetta Chiaromonte; avendo poi il Peralta rinunciato spontaneamente per cessazine della lite tra la sua famiglia e i Moncada, il 13 aprile 1397, Re Martino ordinò ai bivonesi di prestare giuramento a Pietro Moncada, che però rimase signore di Bivona ancora per pochi mesi poiché, essendosi ribellato il fratellastro Guglielmo Raimondo, marchese di Malta e Gozo (sostenuto evidentemente da altri membri della famiglia), con sentenza della Gran Corte del 16 novembre 1397, furono confiscati i beni a tutti i membri della famiglia.
Il Conte di Caltabellotta acquisì lo Stato di Bivona, della cui signoria ebbe investitura da parte del Sovrano il 4 dicembre 1397. Dai Peralta, Bivona passò per successione ai De Luna, poiché Margherita Peralta d'Aragona Chiaramonte, contessa di Caltabellotta e figlia di Nicola, nel 1400 sposò il cavaliere aragonese Artale de Luna e Azagra. Bivona fu uno dei principali feudi dei Luna, che nel loro palazzo presso l'antico castello vi facevano spesso dimora, in particolare con Pietro de Luna Salviati, conte di Caltabellotta, che vi si stabilì la propria residenza ed assieme alla consorte la nobildonna spagnola Isabel de Vega y Osório, figlia di Juan, signore del Grajal, diedero vita a una corte formata da personalità locali e da nobildonne spagnole.
Il Luna, con privilegio dato dall'imperatore Carlo V d'Asburgo il 22 maggio 1554, esecutoriato il 15 giugno di detto anno, fu investito del titolo di I duca di Bivona. Bivona fu il primo feudo in Sicilia ad essere elevato a rango di ducato, e il Luna fu il primo nobile siciliano ad acquisire il maggior titolo feudale dell'epoca. La sua elevazione a ducato fu dovuta al fatto che all'epoca era uno dei più popolosi centri feudali dell'Isola e il più popoloso tra quelli di dominio della famiglia De Luna: nel 1595, Bivona contava 7 109 abitanti.
I Luna, che si estinsero in linea maschile con Giovanni de Luna La Cerda, II duca di Bivona, morto nel 1592, conservarono il possesso del Ducato di Bivona fino al 1620, alla morte di Aloisia de Luna Vega, III duchessa di Bivona, attraverso la quale, per via ereditaria passò ai Moncada di Paternò. Nel 1568, la Duchessa Aloisia aveva sposato Cesare Moncada Pignatelli, principe di Paternò, da cui ebbe due figli e di cui rimase vedova dopo appena tre anni, per risposarsi in seguito con Antonio d'Aragona Cardona, duca di Montalto.
I Principi di Paternò tennero il possesso del Ducato di Bivona fino agli inizi del XVIII secolo, poiché il ramo principale del casato si estinse in linea maschile, e per successione passò agli Alvarez de Toledo, poiché Teresa Caterina Moncada d'Aragona Fajardo, XVII principessa di Paternò, figlia di Ferdinando, sposò Giuseppe Federico Alvarez de Toledo, duca di Ferrandina. Luigi Guglielmo Moncada Branciforte, duca di San Giovanni, cugino di Caterina ed esponente del ramo cadetto, alla morte del Principe Ferdinando avvenuta nel 1713, avviò una lite giudiziaria contro di ella per la successione degli Stati feudali dei Moncada, per evitare che finissero agli Alvarez de Toledo. La vertenza si protrasse fino al 1752, e il Tribunale della Regia Gran Corte assegnò agli Alvarez de Toledo il Ducato di Bivona e gli altri Stati feudali che i Moncada di Paternò ereditarono dai Luna e dagli Aragona (come il Ducato di Montalto).
Gli Alvarez de Toledo, che furono feudatari di Bivona fino al 1812, anno in cui venne abolito il feudalesimo nel Regno di Sicilia a seguito della promulgazione della costituzione concessa dal re Ferdinando III di Borbone, non entrarono mai negli affari locali, determinando così il declino della città.
Il titolo di Duca di Bivona fu riconosciuto dalla legislazione del Regno di Spagna e abbinato al Grandato di Spagna, per concessione fatta il 10 febbraio 1865 dalla regina Isabella II di Spagna, a José María Álvarez de Toledo y Acuña, conte di Xiquena. Attraverso Silvia Álvarez de Toledo y Gutiérrez de la Concha, XVI duchessa di Bivona (1873-1932), sposata a Manuel Falcó y Osorio, duca di Fernán Núñez, il titolo passò per via ereditaria ai Duchi di Fernán Núñez. Ultimo legale possessore del titolo di Duca di Bivona risulta essere Manuel Falcó y Anchorena, duca di Fernán Núñez (1931-vivente), succeduto nei titoli al padre il 6 aprile 1956.

## Cronotassi dei Duchi di Bivona

### Epoca feudale
- Pietro de Luna Salviati (1554-1575)
- Giovanni de Luna La Cerda (1575-1592)
- Aloisia de Luna Vega (1592-1620)
- Antonio d'Aragona Moncada (1620-1627)
- Luigi Guglielmo Moncada La Cerda (1627-1673)
- Ferdinando Moncada Aragona (1673-1713)
- Teresa Caterina Moncada d'Aragona Fajardo (1713-1727)
- Fadrique Vicente Álvarez de Toledo y Moncada (1727-1753)
- Antonio Álvarez de Toledo Osorio Pérez de Guzmán el Bueno (1753-1773)
- José María Alvarez de Toledo y Gonzaga (1773-1796)
- Francisco de Borja Álvarez de Toledo y Gonzaga (1796-1812)

### Epoca post-feudale[19]
- Francisco de Borja Álvarez de Toledo y Gonzaga (1812-1821)
- Pedro de Alcántara Álvarez de Toledo y Palafox (1821-1854)
- José María Álvarez de Toledo y Palafox (1854-1865)
- José María Álvarez de Toledo y Acuña (1865-1898)
- Tristán Álvarez de Toledo y Gutiérrez de la Concha (1898-1926)
- Silvia Álvarez de Toledo y Gutiérrez de la Concha (1926-1932)
- Manuel Falcó y Anchorena (1956-)

## Palazzo Ducale

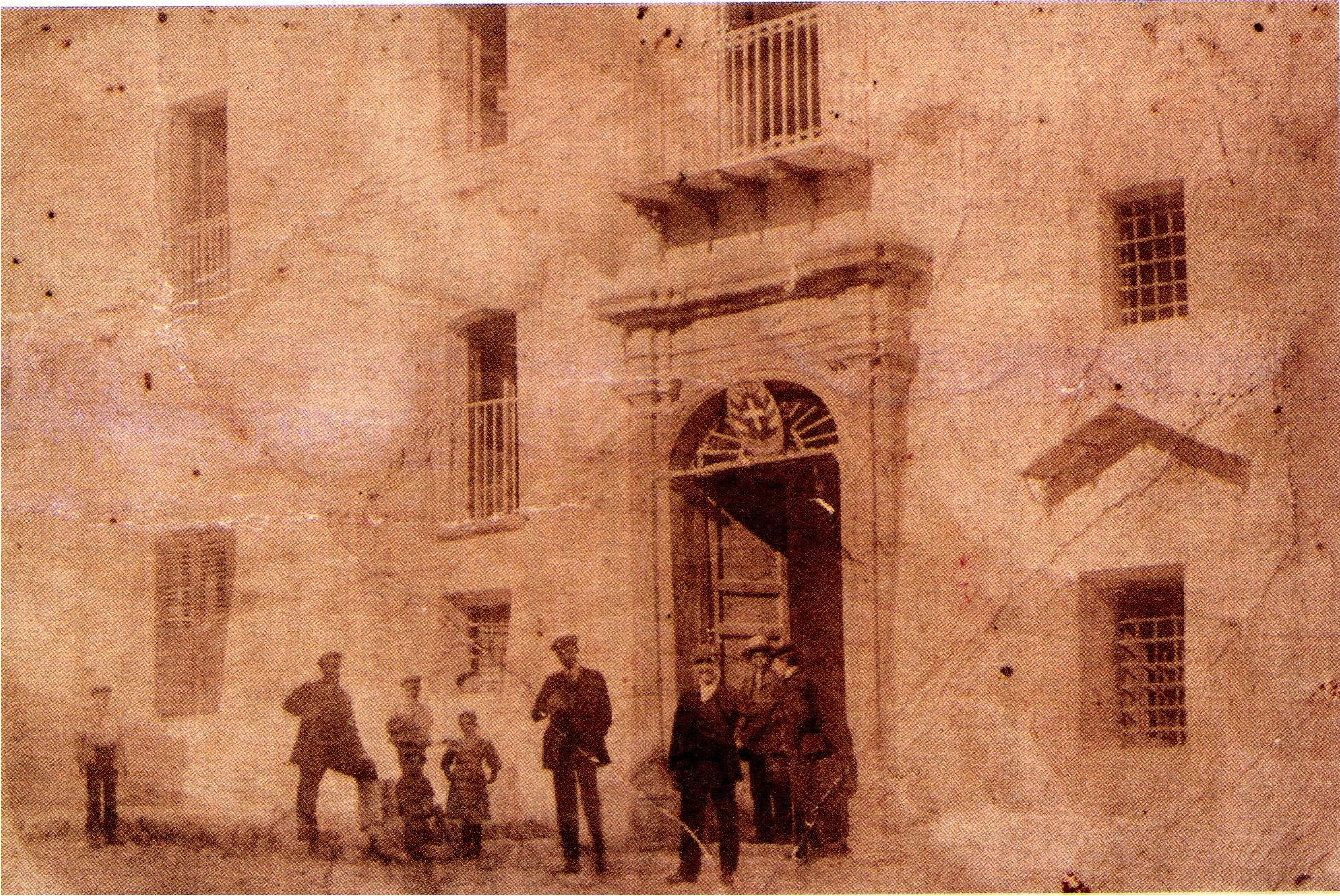
Il Palazzo Ducale di Bivona in una foto di inizio Novecento

Edificato intorno alla metà del XVI secolo, è sito nel centro del paese. Nel 1554 prese il nome di "palazzo ducale" in quanto venne abitato da Isabella de Vega e Pietro de Luna, che aveva acquisito il titolo di Duca. Fu sede delle famiglie ducali che succedettero ai de Luna stanziatesi in Bivona, fino a quando, nel XIX secolo, venne utilizzato prima come sede di Sottintendenza, poi come sede di Sottoprefettura al primo piano, mentre il piano terra costituiva le carceri distrettuali e circondariali.